# Municipio de Columbia (Dakota del Norte)
El municipio de Columbia (en inglés: Columbia Township) es un municipio ubicado en el condado de Eddy en el estado estadounidense de Dakota del Norte. En el año 2010 tenía una población de 34 habitantes y una densidad poblacional de 0,37 personas por km².

## Geografía
El municipio de Columbia se encuentra ubicado en las coordenadas 47°37′26″N 98°48′34″O / 47.62389, -98.80944. Según la Oficina del Censo de los Estados Unidos, el municipio tiene una superficie total de 90.8 km², de la cual 90,48 km² corresponden a tierra firme y (0,36 %) 0,32 km² es agua.

## Demografía
Según el censo de 2010, había 34 personas residiendo en el municipio de Columbia. La densidad de población era de 0,37 hab./km². De los 34 habitantes, el municipio de Columbia estaba compuesto por el 97,06 % blancos, el 2,94 % eran afroamericanos. Del total de la población el 0 % eran hispanos o latinos de cualquier raza.